# Cassano delle Murge
Cassano delle Murge er en by i Apulien, Italien med 15.010 (2023) indbyggere.